# Deycimont
Deycimont là một xã, nằm ở tỉnh Vosges trong vùng Grand Est của Pháp. Xã này có diện tích 6,32 km², dân số năm 2005 là 263 người. Xã này nằm ở khu vực có độ cao trung bình 410 m trên mực nước biển.
Dân địa phương tiếng Pháp gọi là Rouges-Fournants.(cf. partie Histoire)

## Biến động dân số
| 1503                                         | 1585 | 1602 | 1648 | 1708 | 1806 | 1846 | 1906 | 1954 | 1962 | 1968 | 1975 | 1982 | 1990 | 1999 | 2005 |
| -------------------------------------------- | ---- | ---- | ---- | ---- | ---- | ---- | ---- | ---- | ---- | ---- | ---- | ---- | ---- | ---- | ---- |
| 40                                           | 108  | 86   | 20   | 99   | 334  | 402  | 310  | 262  | 202  | 231  | 244  | 250  | 238  | 236  | 263  |
| Số liệu từ năm 1962: Dân số không tính trùng |      |      |      |      |      |      |      |      |      |      |      |      |      |      |      |